# Reggane
Reggane är en ort i Algeriet.   Den ligger i provinsen Adrar, i den centrala delen av landet, 1 100 km söder om huvudstaden Alger. Reggane ligger 210 meter över havet och antalet invånare är 32 974.
Terrängen runt Reggane är platt.  Trakten runt Reggane är nära nog obefolkad, med mindre än två invånare per kvadratkilometer. Det finns inga andra samhällen i närheten. Trakten runt Reggane är ofruktbar med lite eller ingen växtlighet.